# Larbi Touati
Larbi Touati (arabe : العربي تواتي), né le 12 octobre 1936 à Tunis, est un footballeur tunisien.
Il figure dans la sélection nationale dès la première rencontre après l'indépendance. Son nom est associé au sein du Club africain à Hassen Zlassi, son idole, pour constituer l'un des tandems les plus redoutés entre 1956 et 1960.

## Biographie

### Clubs
Il commence sa carrière avec l'Union sportive musulmane olympique, qui s'appelle Olympique de Tunis (OT) en 1947-1948, mais joue sans licence durant une saison. En 1953, il intègre le Club africain où il poursuit sa carrière jusqu'en 1967. Parallèlement au football, il poursuit ses études et obtient un diplôme d'instituteur en 1960.
Compensant sa petite taille (1,67 m) et son handicap athlétique par une vélocité et une force de pénétration remarquable, il dispute son premier match senior durant la saison 1955-1956, face au Stade tunisien, et marque à l'occasion son premier but. Au sein d'une équipe où les individualités ne manquent pas, il s'impose comme l'une des pièces maîtresses avant l'âge de 20 ans. Mais le premier événement national se déroule sans sa participation : son tendon craque lors de l'échauffement qui précède la finale de la première coupe de Tunisie indépendante.
Malgré ses individualités, son club ne parvient pas à s'imposer sur le plan national, se contentant d'une place d'honneur, et connaît même une saison très difficile en 1961, terminant à la huitième place avec la plus faible attaque (quatorze buts) ; la seule satisfaction, durant cette saison, vient d'une victoire face à l'Espérance sportive de Tunis.
Avec l'arrivée de Tahar Chaïbi et Sadok Sassi, une synergie s'opère sous la conduite de l'entraîneur Fabio Roccheggiani : le titre de champion de Tunisie en 1964 est le fruit de la conjugaison de ces atouts. Larbi Touati en profite pour se bâtir un palmarès personnel, remportant en 1965 la coupe de Tunisie qu'il brandit en tant que capitaine.
Deux ans plus tard, son club remporte sans lui sa deuxième coupe de Tunisie après avoir été sacré champion ; il en est privé par l'effet d'une suspension à la suite d'un écart jugé répréhensible à l'égard de l'arbitre Lamti[Qui ?] (qu'il affrontait auparavant comme joueur) lors d'un match joué contre l'Espérance sportive de Tunis (0-0).

### Sélection nationale
Il possède le privilège de figurer dans la formation de l'équipe nationale lors de la première rencontre ayant lieu après l'indépendance : ce match amical a lieu le 2 juin 1957 contre la Libye (gagné par la Tunisie sur un score de 4-2). Cette performance est réitérée aux Jeux panarabes, le 19 octobre 1957 à Beyrouth (4-3), compétition durant laquelle il s'illustre, sauf en finale contre la Syrie en raison d'un craquement de son tendon.
Il conserve sa place au sein de la sélection, avec des fortunes diverses, jusqu'en 1960 après avoir disputé les trois rencontres de la Tunisie aux Jeux olympiques de 1960 et vécu, auparavant, un véritable cauchemar face à la Yougoslavie à Belgrade (0-7). Sa dernière apparition internationale officielle a lieu à Tunis lors d'un match de qualification pour la coupe du monde de 1962, le 13 novembre 1960, face au Maroc (2-1) ; Touati est alors, à 24 ans, l'un des vétérans de l'équipe. Il ne joue pas le match d'appui à Palerme et se contente de quelques brèves apparitions dont la dernière à Bagdad, le 23 décembre 1960, face à l'équipe militaire d'Irak sanctionnée par une défaite (2-3) et un but personnel.
Il figure par ailleurs parmi les onze titulaires du premier match officiel de la Tunisie face au FLN (un but), à l'Irak (doublé) et au Maroc.

## Carrière
- 1948-1953 : Union sportive musulmane olympique (Tunisie)
- 1954-1967 : Club africain (Tunisie)

## Sélections
- 22 matchs internationaux[1]

## Palmarès
- Championnat de Tunisie (2)
  - Champion : 1964, 1967
- Coupe de Tunisie (2)
  - Vainqueur : 1965, 1967
  - Finaliste : 1956